# Усть-Мута
Усть-Мута (алт. Моты-Оозы) — село в Усть-Канском районе Республики Алтай России. Административный центр Усть-Мутинского сельского поселения.

## История
В 1925 году основана школа.

## География
Расположено в горно-степной зоне западной части Республики Алтай и находится у рек Мута, Техтень и Келей.
Абсолютная высота 876 метров выше уровня моря
.
Уличная сеть состоит из семи географических объектов: ул. Заречная, ул. Молодёжная, ул. Октябрьская, ул. П.Сухова (в память о Пётре Фёдоровиче Сухове, большевике, командир красногвардейского отряда, действовавшего летом 1918 года в Алтайских горах во время Гражданской войны), ул. Рулева, ул. Центральная, ул. Школьная.

## Население
| 2010 | 2011 | 2012 | 2013 | 2014 | 2015 |
| ---- | ---- | ---- | ---- | ---- | ---- |
| 521  | ↘520 | ↘493 | ↘473 | ↘462 | ↘441 |
| 2016 |      |      |      |      |      |
| ↗445 |      |      |      |      |      |

Национальный состав
Согласно результатам переписи 2002 года, в национальной структуре населения алтайцы составляли 91 % от общей численности населения в 601 жителей

## Инфраструктура
МБОУ «Усть-Мутинская СОШ».
Личное подсобное хозяйство. Животноводство.

## Транспорт
Начальный пункт автодороги регионального значения «Усть-Мута — Верх-Мута» (идентификационный номер 84К-115) протяженностью 7,3 км. (Постановление Правительства Республики Алтай от 12.04.2018 N 107 «Об утверждении Перечня автомобильных дорог общего пользования регионального значения Республики Алтай и признании утратившими силу некоторых постановлений Правительства Республики Алтай»).
Просёлочные дороги.